# Peuralampi (sjö i Kuusamo, Norra Österbotten)
Peuralampi är en sjö i kommunen Kuusamo i landskapet Norra Österbotten i Finland. Arean är 39 hektar och strandlinjen är 4,19 kilometer lång. Sjön  ingår i Ijo älvs huvudavrinningsområde.   Den ligger omkring 220 kilometer öster om Uleåborg och omkring 670 kilometer norr om Helsingfors. 